# 1896년 하계 올림픽 사이클 남자 스프린트
1896년 하계 올림픽 사이클 남자 스프린트는 그리스 아테네에서 개최된 1896년 하계 올림픽 사이클의 세부 종목이다. 1896년 4월 11일에 네오 팔리론 벨로드롬에서 진행되었다. 3개국에서 4명의 선수가 참가하였으며 남자 경기만 열렸다. 경기는 2km의 거리로 진행되었으며, 이는 트랙 6바퀴에 해당하는 거리이다.

## 경기장
| 도시   | 경기장               |
| ------ | -------------------- |
| 아테네 | 네오 팔리론 벨로드롬 |

## 경기 결과
| 순위 | 선수                            | 기록   |
| ---- | ------------------------------- | ------ |
| 1    | 폴 마송 (FRA)                   | 4:58.2 |
| 2    | 스타마티오스 니콜로풀로스 (GRE) | 5:00.2 |
| 3    | 레온 플라멩 (FRA)               | 불명   |
| –    | 요제프 로제마이어 (GER)         | DNF    |

- 독일의 요제프 로제마이어 선수는 레이스 도중 기계적 결함으로 인해 완주하지 못하였다.

## 메달리스트
| 종목          | 금               | 은                                 | 동                   |
| ------------- | ---------------- | ---------------------------------- | -------------------- |
| 남자 스프린트 | 폴 마송 · 프랑스 | 스타마티오스 니콜로풀로스 · 그리스 | 레온 플라멩 · 프랑스 |

## 참고 자료
- 국제 올림픽 위원회 - 1896년 하계 올림픽 트랙 사이클 경기 결과 (영어)
- Lampros, S.P.; Polites, N.G.; De Coubertin, Pierre; Philemon, P.J.; & Anninos, C. (1897). 《The Olympic Games: BC 776 – AD 1896》. Athens: Charles Beck. (Digitally available at  보관됨 2013-01-16 - 웨이백 머신)
- Mallon, Bill; & Widlund, Ture (1998). 《The 1896 Olympic Games. Results for All Competitors in All Events, with Commentary》. Jefferson: McFarland. ISBN 0-7864-0379-9. (Excerpt available at )
- Smith, Michael Llewellyn (2004). 《Olympics in Athens 1896. The Invention of the Modern Olympic Games》. London: Profile Books. ISBN 1-86197-342-X.